# San Martín Sabinillo
San Martín Sabinillo är en ort i Mexiko.   Den ligger i kommunen San Miguel Tlacotepec och delstaten Oaxaca, i den sydöstra delen av landet, 250 km sydost om huvudstaden Mexico City. San Martín Sabinillo ligger 2 007 meter över havet och antalet invånare är 424.
Terrängen runt San Martín Sabinillo är kuperad. Runt San Martín Sabinillo är det ganska glesbefolkat, med 28 invånare per kvadratkilometer. Närmaste större samhälle är Santiago Juxtlahuaca, 16,6 km söder om San Martín Sabinillo. I omgivningarna runt San Martín Sabinillo växer huvudsakligen savannskog.